# دوشیزه بین‌الملل ۲۰۱۱
پنجاه و یکمین مسابقه دوشیزه بین‌المللی، در ۶ نوامبر ۲۰۱۱ در مرکز بین‌المللی تنیس در چنگدو، چین برگزار شد. در مراسم نهایی الیزابت مسکورا از ونزوئلا، جانشین خود فرناندا کورنیخو از اکوادور را تاج گذاری کرد. جسیکا باربوزا از ونزوئلا نایب قهرمان اول شد.

## نتایج

### جایگذاری‌ها
| تعیین سطح            | شرکت کننده |
| -------------------- | --- |
| دوشیزه بین‌الملل ۲۰۱۱ | - اکوادور - فرناندا کورنیخو |
| نایب قهرمان ۱        | - ونزوئلا – جسیکا باربوزا |
| نایب قهرمان دوم      | - مغولستان – توگسو ایدرسایخان |
| نایب قهرمان سوم      | - پورتوریکو – دزیره دل ریو |
| نایب قهرمان چهارم    | - پاناما – کیتی درنان |
| ۱۵ برتر              | - برزیل – گابریلا مارسلینو - لتونی – لده پائولسون - لبنان – ماریا فرح - هلند – تالیتا هرتسنبرگ - فیلیپین – دیان نسیو - روسیه - النا چپیلچنکو - سوئد – دنیس آندره - تایلند – Kantapat پیرداچینرین - ترینیداد و توباگو - رنه باگواندین - ویتنام – ترونگ تریک دیم |

### جوایز ویژه
| جوایز                | شرکت کننده                                     |
| -------------------- | ---------------------------------------------- |
| خانم دوستی           | - هاوایی - شانا ناکامورا - مکزیک – کارن هیگورا |
| خانم فوتوژنیک        | - ونزوئلا – جسیکا باربوزا                      |
| بهترین لباس ملی      | - تایلند – Kantapat پیرداچینرین                |
| خانم استعداد         | - چین - Baixue Yuting                          |
| خانم محبوبیت اینترنت | - فیلیپین – دیان نسیو                          |
| خانم سفیر حسن نیت    | - آروبا – ویویان چاو                           |
| فرشته خانم پاندا     | - لتونی – للده پائولسون                        |
| خانم اکتیو           | - پورتوریکو – دزیره دل ریو                     |
| خانم اکسپرسیو        | - زیمبابوه - لیزا مورگان                       |
| خانم الگانس          | - روسیه - النا چپیلچنکو                        |
| خانم زیبایی          | - اکوادور – فرناندا کورنیخو                    |
| خانم قد              | - اکوادور – فرناندا کورنیخو                    |

ترتیب اطلاعیه‌ها
۱۵ برتر
1. Brazil
2. Netherlands
3. Latvia
4. Mongolia
5. Panama
6. Russia
7. Thailand
8. Philippines
9. Lebanon
10. Ecuador
11. Sweden
12. Vietnam
13. Venezuela
14. Puerto Rico
15. Trinidad and Tobago
16. Panama
17. Venezuela
18. Ecuador
19. Puerto Rico
20. Mongolia